# Mes parrains sont magiques, le film : Grandis Timmy
 (mars 2012).
Si vous disposez d'ouvrages ou d'articles de référence ou si vous connaissez des sites web de qualité traitant du thème abordé ici, merci de compléter l'article en donnant les références utiles à sa vérifiabilité et en les liant à la section « Notes et références ».
Pour plus de détails, voir Fiche technique et Distribution.
Mes parrains sont magiques, le film : Grandis Timmy (A Fairly Odd Movie, Grow Up, Timmy Turner!) est un téléfilm américano-canado-chinois tiré de la série Mes parrains sont magiques, créé par Butch Hartman. Il a été diffusé le 9 juin 2011 sur Nickelodeon aux États-Unis et en France le 11 mars 2012 sur Nickelodeon France ainsi que le 23 juin 2013 sur Gulli.

## Synopsis
13 ans après les aventures du garçon à la casquette rose, Timmy fête ses 23 ans. Cosmo, Wanda et Poof sont toujours présents... mais plus pour très longtemps. il découvre qu'à la sortie de l'adolescence, on perd ses fées à jamais. Malheureusement, Timmy tombe amoureux de Tootie, et Crocker prépare un mauvais tour pour perdre les trois fées.

## Distribution
- Drake Bell (VF : Alexandre Nguyen) : Timmy
- Daniella Monet (VF : Caroline Pascal) : Tootie
- Cheryl Hines (VF : Magali Rosenzweig) : Wanda
- Jason Alexander (VF : Fabrice Josso) : Cosmo
- Mark Gibbon (VF : Patrick Mancini) : Jorgen
- Steven Weber (VF : Arnaud Bedouët) : Hugh J. Magnate
- David Lewis (VF : Pierre Tessier) : Denzel Crocker
- Devon Weigel (VF : Marie-Eugénie Maréchal) : Vicky
- Chris Anderson (VF : Alexis Tomassian) : Chester McBadbat
- Jesse Reid (VF : Tony Marot) : A.J.
- Daran Norris (VF : Emmanuel Curtil) : le père de Timmy
- Daran Norris (VF : Fabrice Josso) : Cosmo (voix)
- Susanne Blakeslee (VF : Magali Rosenzweig) : Wanda (voix)
- Tara Strong (VF : Lucile Boulanger) : Poof (voix)
- Teryl Rothery (VF : Sophie Riffont) : la mère de Timmy
- Randy Jackson (VF : Alexis Tomassian) : Poof (voix, scène finale)
- Nicola Anderson (VF : Hélène Chanson) : l'agent immobilier
- Serge Houde : le maire
- Butch Hartman (VF : Patrice Baudrier) : le maître d'hôtel
- Christie Laing (VF : Sylvie Jacob) : Janice

## Autour du téléfilm

### Points communs et différences avec la série
Le film n'est pas exactement comme la série :
- Les parents de Timmy sont toujours aussi crétins et pleurent toujours pour rien.
- Poof n'a toujours pas grandis.
- Trixie Tang n'existe pas dans le film.
- Francis n'existe pas dans le film.
- Mark Chang n'existe pas dans le film.
- Timmy déteste totalement Tootie dans la plupart des épisodes de la série

Mais il y a évidemment des améliorations, comme :
- Timmy n'a plus besoin de Vicky celle-ci occupe du jardin d'enfants.
- En regardant bien, le domicile de Timmy a grandi, etc.
- Chester McBadbat est membre de la sécurité et il est toujours avec AJ.
- Tootie est bien relooké et elle est en relation avec Timmy Turner.

## Suite:Mes parrains fêtent Noël
Une suite de ce téléfilm basée sur Noël a été diffusé le 29 novembre 2012 aux États-Unis. Elle est diffusée le 22 décembre 2013 sur Nickelodeon en France.